# Margarita Aizpuru
Margarita Aizpuru Domínguez (Madrid, 21 de marzo de 1960) es una feminista comisaría, crítica e investigadora de arte contemporáneo española especializada en nuevas tendencias, arte, género y feminismo. Ha sido galardonada con el Premio MAV, Mujeres en las Artes Visuales 2018 en la categoría de teórica y crítica de arte.

## Trayectoria
Hija de la galerísta y coleccionista Juana de Aizpuru, creció en un ambiente familiar relacionado con el arte ya que su madre abrió su primera galería en Sevilla en el año 1977 para posteriormente trasladar la galería Juana de Aizpuru a Madrid. En este entorno cosmopolita e internacional, no se dedicó al arte en sus inicios ya que se licenció primero en Derecho y poco después en Historia del Arte en la Universidad de Sevilla. Desde principios de los años 90 trabaja como comisaría independiente, crítica de arte y programadora de artes visuales.
En 1994 trabajó en el Departamento de exposiciones temporales del Centro George Pompidou, la Fundación Cartier de París y el Museo de Arte Contemporáneo de Burdeos. También ha sido profesora asociada de la Universidad Carlos III de Madrid, programadora de artes plásticas de la Casa de América de Madrid (2003-2004) y del área “Zona Emergente” en el CAAC (Centro Andaluz de Arte Contemporáneo) de Sevilla destinada a promover el arte emergente.

### Arte y género
Margarita Aizpuru trabaja en los nuevos medios como el video-arte o la performance interesándose por el papel de la mujer en el mundo del arte. La perspectiva de género está presente en la mayoría de sus trabajos como la exposición "Carrera de fondo" Sevilla (2005) con trabajos de las artistas más destacadas del arte contemporáneo, algunos de sus comisariados como "Albur de amor" (2012) de la artista mexicana Teresa Serrano en el Centro Atlántico de Arte Moderno (CAAM) de Las Palmas de Gran Canaria o en "Arte e Gênero: representação da identidade femenina", de la brasileña Beth Moysés y la española Marisa González, en el Instituto Cervantes de Säo Paulo, ambos de 2012.

"Reacciono contra la feminidad clásica, no me interesa dado que es la feminidad tradicional en la que yo he sido socializada de pequeña. Creo que es opresora y clicheada. Los estudios de género lo que tienen en cuenta es que lo que existe en los pensamientos o las prácticas no es neutral como se pretende, sino que oculta unos pensamientos de género jerarquizado. Por eso nos posicionamos desde el género para deconstruirlo y quitar esos estereotipos e ir hacia caminos nuevos. Es lo que están haciendo los artistas, incluso algunos artistas hombres. Hay cada vez más hombres que se están interesando en los estudios de género y las prácticas artísticas. Los estudios de género son un vector que se introduce en los análisis y en las prácticas artísticas. Y por supuesto, un enfoque mental. (...)Aún hay gente que dice de un tono sarcástico: “El feminismo ya ha pasado de moda”. Un movimiento y un pensamiento de liberación no puede ser llamado moda". Margarita Aizpuru

Dirige desde hace más de una década los "Encuentros Internacionales de Arte y Género" e imparte asiduamente cursos como profesora sobre comisariado de arte contemporáneo, audiovisuales, performance, fotografía y arte y género.
Ha colaborado con diferentes revistas especializadas en arte contemporáneo y escribe asiduamente textos para publicaciones de arte.
Fue creadora del ciclo feminista de videoarte "Feminis-Arte" que ha desarrollado a lo largo de los últimos años en diferentes sedes. En 2013 comisarió "Feminis-Arte" en el contexto del Festival Miradas de Mujeres organizado por la asociación MAV Mujeres en las Artes Visuales de la que es socia fundadora y miembro del Consejo Asesor. En el año 2016, comisarió la exposición de videoarte, fotografía e instalaciones "Feminisarte IV: Mujeres y narraciones estéticas genéricas" en las salas de Centro Centro Cibeles, en el Palacio Cibeles de Madrid con artistas relevantes como Marina Núñez, Paloma Navares, Marisa González, Teresa Serrano, Beth Moysés, La Ribot, María Cañas con la Bienal Miradas de Mujeres de MAV. Es miembro de la Junta Directiva del Instituto de Arte Contemporáneo IAC.
Tras comisariar múltiples exposiciones, en España y en Latinoamérica, en el año 2021 comisaría la exposición de Carmela García titulada Autoras de utopías celebrada en las salas del Canal de Isabel II de la Comunidad de Madrid.